# Cokendolpherius jumagua
Espèce
Cokendolpherius jumagua est une espèce de schizomides de la famille des Hubbardiidae.

## Distribution
Cette espèce est endémique de la province de Villa Clara à Cuba. Elle se rencontre vers Sagua La Grande.

## Description
Les mâles mesurent de 4,16 à 5,23 mm et la femelle 5,06 mm.

## Étymologie
Son nom d'espèce lui a été donné en référence au lieu de sa découverte, Mogotes de Jumagua.

## Publication originale
- Teruel & Rodriguez, 2010 : Apuntes sobre el género Cokendolpherius Armas, 2002, con la descripción de una nueva especie de Cuba central (Schizomida: Hubbardiidae). Boletin de la Sociedad Entomológica Aragonesa, vol. 46, p. 87-92 (texte intégral).